# دفقة كبيرة
دفقة كبيرة (بالإنجليزية: A Bigger Splash)‏ هو فيلم إثارة نفسي إيطالي فرنسي باللغة الإنجليزية تم إنتاجه في سنة 2015 وهو من إخراج لوكا غواداغنينو وبطولة تيلدا سوينتون وماتياس شونارتس ورالف فاينس وداكوتا جونسون، اسم قصة الفيلم مأخوذ من اسم لوحة مشهورة لديفيد هوكني بدفقة كبيرة، أما قصة الفيلم فمبنية على الفيلم الفرنسي حوض سباحة في سنة 1969، وقد تم ترشيح هذا الفيلم لنيل جائزة الأسد الذهبي في مهرجان البندقية السينمائي في سنة 2015.

## القصة
تتكلم قصة الفيلم عن مغنية روك إسمها ماريان لين (تيلدا سوينتون) تذهب في رحلة سياحية مع عشيقها بول (ماتياس شونارتس) إلى جزيرة بانتليريا في إيطاليا ويفاجئون بزيارة غير متوقعة من صديقهم القديم هاري (رالف فاينس) وإبنته بينيلوبي (داكوتا جونسون).

## الطاقم
- تيلدا سوينتون بدور ماريان لين
- ماتياس شونارتس بدور بول دي سميد
- رالف فاينس بدور هاري هوكس
- داكوتا جونسون بدور بينيلوب لانيير
- ليلي مكمينامي بدور سيلفي
- أوروري كليمنت بدور ميريل
- إيلينا بوتشي بدور كلارا
- كورادو غوتسانتي بدور مارتشيلو دي كارابنييري

## التقييم
قيم الفيلم بنسبة 89% في موقع الطماطم الفاسدة بناءً على 139 مشاهدة وحصل على تقييم 7.3/10، وذكر أن الفيلم جذاب ومفهوم وأن الممثلين أدوار عالية وذكروا أن هذا هو النوع المفضل لعشاق أفلام الإثارة النفسية للبالغين. على ميتاكريتيك حصل على تقييم 74% وحصل على 36 نقد معظمها كان إيجابي.

## جوائز
حاز هذا الفيلم على جائزة أفضل أداء صوتي للنجوم وأفضل توازن مبتكر في مهرجان البندقية السينمائي.

## وصلات خارجية
- دفقة كبيرة على موقع IMDb (الإنجليزية)
- دفقة كبيرة على موقع ميتاكريتيك (الإنجليزية)
- دفقة كبيرة على موقع روتن توميتوز (الإنجليزية)
- دفقة كبيرة على موقع نتفليكس (الإنجليزية)
- دفقة كبيرة على موقع قاعدة بيانات الأفلام العربية
- دفقة كبيرة على موقع ألو سيني (الفرنسية)
- دفقة كبيرة على موقع Turner Classic Movies (الإنجليزية)
- دفقة كبيرة على موقع أول موفي (الإنجليزية)
- دفقة كبيرة على موقع بوكس أوفيس موجو (الإنجليزية)
- دفقة كبيرة على موقع فيلمافينيتي (الإسبانية)
- دفقة كبيرة على قاعدة بيانات الأفلام على الإنترنت
- دفقة كبيرة على بوكس أوفيس موجو
- دفقة كبيرة على موقع الطماطم الفاسدة
- دفقة كبيرة على موقع ميتاكريتيك